# María Josefa Cerrato Rodríguez
María Josefa de los Reyes Cerrato Rodríguez (Arroyo de San Serván, Badajoz, 6 de gener 1897 - Calamonte, Badajoz, 31 d'abril de 1981) va ser una veterinària espanyola. Pionera en aquest camp, va ser la primera dona a Espanya a obtenir aquest títol universitari.
La seua família gestionava el ferreria de la seua localitat i en esta època era obligatori que este negoci fos tutelat per un veterinari. El seu avi i son pare havien sigut veterinaris, i sa mare mestra, però en retirar-se son pare, el seu germà, qui regentava el negoci familar, hauria de tancar-lo si no hi havia un veterinari. Va ser son pare qui la va animar a matricular-se a la universitat per obtenir el títol de veterinària. En aquell temps les dones tenien prohibit estudiar eixa carrera, per la qual cosa el 1923 María Josefa va haver d'aconseguir un permís especial del Ministeri d'Instrucció pública en el qual s'incloïa un certificat mèdic que avalava les seues aptituds físiques.
Va cursar solfeig en el Conservatori de Madrid, el batxillerat a Badajoz i allí mateix va aconseguir el títol de Magisteri. Va obtenir plaça de mestra a Esparragosa de Lares en oposicions però més tard va demanar una excedència per començar el preparatori d'accés a la Universitat de Sevilla. Va cursar els tres primers cursos de Farmàcia a la Universitat de Granada. Es va matricular com a alumna lliure a l'Escola Especial de Veterinària de Còrdova el 1924 i va obtenir la llicenciatura el 6 de juny de 1925. El 16 de febrer de 1926 es va inscriure en el Col·legi Oficial de Veterinaris de Badajoz. Una vegada finalitzada la carrera de veterinària es va traslladar a Santiago de Compostel·la, on va completar els restants cursos de Farmàcia a la Universitat de Santiago de Compostel·la. No va ser la primera dona a matricular-se en Veterinaia, ja que Justina González Morilla es va matricular abans que María Josefa a la Universitat de León, però va finalitzar la carrera el 1928. María Josefa va poder acabar-la abans, ja que li van ser convalidades algunes assignatures superades en Farmàcia.
Va treballar com a Inspectora Municipal Veterinària, mestra i farmacèutica a Calamonte entre 1926 i 1967.

## Homenatges
La notícia de la primera dona veterinària d'Espanya va aparèixer en la secció de notes gràfiques de la revista Andalucía ilustrada, editada a Còrdova al juny de 1925, i en el número 80 d'agost de 1925 de la Revista de Higiene y Sanidad Pecuarias.
A Calamonte li va ser dedicada un carrer en maig de 1975. Després de la seua jubilació el 1967, el Col·legi Provincial de Veterinaris de Badajoz li va atorgar la Medalla d'Or de Veterinària. En 1978, l'Associació de Veterinaris Titulars li va retre homenatge a Mèrida. En 1979 va ser nomenada presidenta d'honor de l'Associació d'Esposes de Veterinaris.